# (15808) Zelter
(15808) Zelter ist ein Asteroid des Hauptgürtels, der am 3. April 1994 vom deutschen Astronomen Freimut Börngen an der Thüringer Landessternwarte Tautenburg (IAU-Code 033) entdeckt wurde.
Benannt wurde er zu Ehren des deutschen Komponisten, Dirigenten und Musikpädagogen Carl Friedrich Zelter (1758–1834), der zahlreiche Gedichte Goethes vertonte. 1809 gründete er in Berlin die erste Liedertafel.